# Cecidocharella borrichia
Cecidocharella borrichia är en tvåvingeart som beskrevs av Bush och Huettel 1970. Cecidocharella borrichia ingår i släktet Cecidocharella och familjen borrflugor. Inga underarter finns listade.